# Marx (nome)
Marx  è un nome proprio di persona italiano maschile.

## Varianti
- Maschili: Marse[3]
  - Alterati: Marxino[2]
- Femminili
  - Alterati: Marxina[2]

## Origine e diffusione

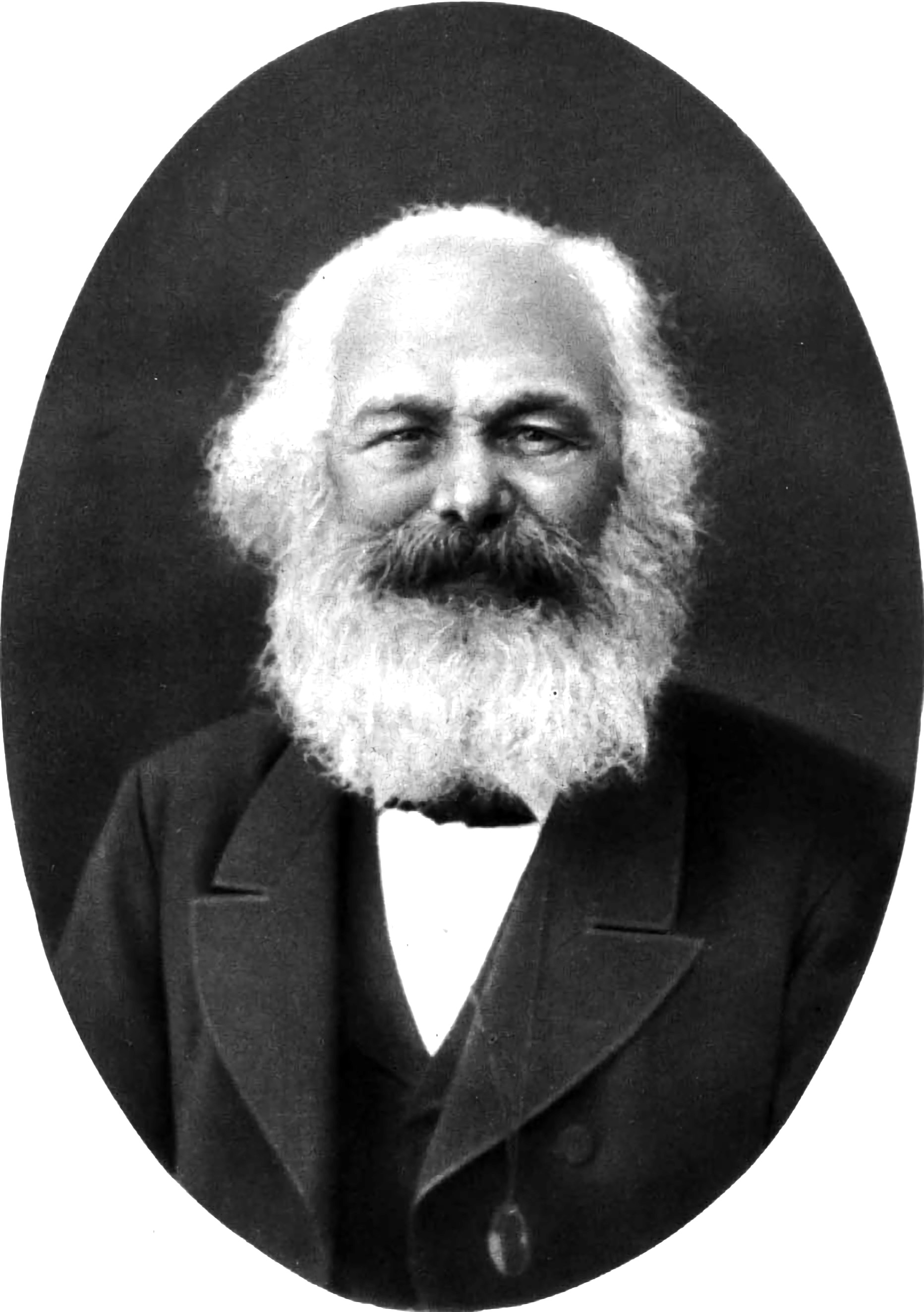
Karl Marx

È un nome dalle radici ideologiche socialiste o comuniste, ripreso dal cognome di Karl Marx, il filosofo tedesco considerato il fondatore del socialismo. Tale cognome, tipico delle comunità ebraiche, deriva dal nome proprio Marx, una contrazione di altri nomi quali Markus e Mordechai
È sparsamente diffuso in Italia centrale e settentrionale, specie in Romagna. È attestato anche nella forma "Marse", un adattamento morfologico improprio causato da errori anagrafici o dall'ignoranza della grafia corretta.

## Onomastico
Nessun santo porta questo nome, che quindi è adespota; l'onomastico ricorre il 1º novembre, giorno di Ognissanti.

## Persone
- Marx Dormoy, politico francese
- Marx Emiliani, partigiano italiano
- Marx Reichlich, pittore austriaco